# 卡里翁德洛斯孔德斯
卡里翁德洛斯孔德斯，是西班牙卡斯蒂利亚-莱昂帕伦西亚省的一个市镇。 总面积63平方公里，总人口2386人（2001年），人口密度38人/平方公里。